# 倫茲沃斯 (阿肯色州)
倫茲沃斯（英語：Rendezvous）是位於美國阿肯色州沃希托縣的一個非建制地區。該地的面積和人口皆未知。

## 地理
倫茲沃斯的座標為33°30′36″N 92°49′53″W / 33.51000°N 92.83139°W，而該地的平均海拔高度為72米（即236英尺）。